# Zespół Currarino
Zespół Currarino (ang. Currarino syndrome) – zespół wad wrodzonych, w którym stwierdza się nieprawidłowo wykształconą kość krzyżową (agenezja kości krzyżowej), masę guza w okolicy przedkrzyżowej oraz malformacje odbytu i odbytnicy (tzw. triada Currarino). Stwierdzono dziedziczenie autosomalne dominujące zespołu Currarino; przynajmniej niektóre przypadki spowodowane są mutacjami w locus 7q36 obejmującym gen kasety homeo HLXB9.